# Фиш, Вальтер
Вальтер Фиш (нем. Walter Fisch; 16 февраля 1910, Гейдельберг — 21 декабря 1966, Франкфурт-на-Майне, Гессен) — немецкий политик, член Коммунистической партии Германии.

## Биография
Сын владельца табачной фабрики Вальтер Фиш получил аттестат зрелости в 1928 году. В 1925 году вступил в молодёжную скаутскую организацию, в 1927 году — в Красную помощь Германии. ДО 1931 года изучал экономику производства во Франкфурте-на-Майне. С 1928 года Фиш работал в Коммунистическом союзе молодёжи Германии, с 1932 года входил в состав земельного секретариата КПГ в Гессене. Подвергся аресту в 1933 году, после освобождения бежал в Швейцарию, где занимал руководящие должности в КПГ и поэтому в 1935 году был выслан из страны. Выехал в Прагу и до 1938 года работал в Красной помощи. Вернулся нелегально в Швейцарию и в 1939—1944 был интернирован в лагерь. Впоследствии входил во временное руководство движения «Свободная Германия» и отвечал за работу среди интернированных военнослужащих и беженцев. Работал в редакции журнала Über die Grenzen.
В мае 1945 года Фиш вернулся в Гессен и возглавил земельное отделение КПГ в Гессене. По решению XV съезда КПГ в апреле 1946 года Фиш вместе с другими партфункционерами из Западной Германии был избран делегатом в правление СЕПГ. По приказу британского и американского военного правительства делегаты были вынуждены сложить свои мандаты, поскольку деятельность СЕПГ не была разрешена в западных зонах оккупации Германии. В 1946 году Фиш принимал участие в работе Конституционного земельного собрания и Консультативного земельного комитета Большого Гессена, а в 1947 году был избран в ландтаг Гессена. На съезде в апреле 1948 года в Херне Фиш был избран председателем КПГ в западных зонах оккупации. На этом съезде КПГ приняла название о переименовании в Социалистическую народную партию Германии. Это переименование было отменено решением оккупационных властей 7 июня 1948 года как дезинформирующее. Фиш являлся автором этой идеи расширения основы КПГ за счёт левых социал-демократов.
В 1949—1953 годах Вальтер Фиш являлся депутатом бундестага. 27 июля 1950 года Фиш был отстранён от работы в бундестаге на 30 заседаний за непарламентское поведение. В ходе так называемой «мгновенной чистки» членов партии, эмигрировавших из Третьего рейха на Запад, Фиш весной 1951 года лишился своих должностей в партии.
После запрета КПГ в 1956 году Фиш оставался на нелегальной партийной работе и в 1958 году был приговорён судом к двум годам тюремного заключения за «подготовку деятельности по государственной измене» согласно § 83 УК Германии. После освобождения в 1959 году работал торговым служащим и свободным журналистом во Франкфурте-на-Майне.